# Majoor Bosshardtbrug
De Majoor Bosshardtbrug (brug nr. 211) is een brug over de Oudezijds Achterburgwal op de Wallen in Amsterdam. De brug verbindt de Molensteeg met de Oudekennissteeg. 
Er ligt hier al eeuwenlang een brug. Al op de kaart van Balthasar Florisz. van Berckenrode uit 1625 is hier een brug te zien, maar vermoedelijk lag er al eerder een brug. Die kreeg allerlei varianten, zoals van hout en een brug met een ijzeren overspanning. In het begin van de 21e eeuw ligt er een brug die een overspanning heeft van beton; het is vooralsnog onbekend wanneer de brug dan voor het laatst vernieuwd is.
De brug is op 7 juni 2013 vernoemd naar Alida Bosshardt, een officier van het Leger des Heils die actief was voor de prostituées en de junks die op dit deel van de Wallen zeer aanwezig waren. Er waren een jaar eerder pogingen gedaan om de Oudezijds Armsteeg en/of Armbrug naar haar te vernoemen; die pogingen strandden. De brug in Amsterdam is niet de eerste naar de majoor vernoemde brug. Al een jaar eerder, op 11 juli 2012, werd een (tot dan nog naamloze) brug in het Broersepark in Amstelveen naar haar vernoemd.
De brug heeft vroeger bekendgestaan als de Molensteegbrug, naar de nabijgelegen straat, en deze naam was weer te danken aan de aanwezigheid van een molen die ooit aan de Zeedijk heeft gestaan, maar al voor 1357 gesloopt is. Er was nog een andere brug met die naam en wel over de Nieuwezijds Achterburgwal, deze brug is in 1867 bij de demping en ombouw van de gracht tot Spuistraat) verdwenen.
<<< · 200 · 201 · 202 · 203 · 204 · 205 · 206 · 207 · 208 · 209 ·  210 · 211 · 212 · 213 · 214 · 215 · 216 · 217 · 218 · 220 · 221 · 222 · 223 · 224 · 225 · 226 · 227 · 228 · 228P · 229 · 230 · 231 · 232 · 233 · 234 · 235 · 236 · 237 · 238 · 239 ·  240 · 241 · 242 · 243 · 244 · 245 · 246 · 247 · 248 · 249 ·  250 · 251 · 252 · 253 · 254 · 255 · 256 · 257 · 258 · 259 · 260 · 261 · 262 · 263 · 264 · 265 · 266 · 267 · 270 · 271 · 272 · 273 · 274 · 275 · 277 · 278 · 279 · 280 · 281 · 283 · 285 · 286 · 287 · 288 · 289 · 290 · 291 · 292 · 293 · 295 · 296 · 297 · 298 · 299 · >>>
Brugnummers 219, 268, 269, 276, 282, 284, 294 zijn niet (meer) in omloop.